# Köslar
Köslar ist ein Gemeindeteil der Stadt Bad Berneck im Fichtelgebirge im Landkreis Bayreuth (Oberfranken, Bayern). Köslar liegt in der Gemarkung Rimlas.

## Geografie
Der Weiler liegt am Westhang des Wolfenberges (596 m ü. NHN), auf dem der Prinz-Rupprecht-Turm steht. Im Ort gibt es eine Hoflinde, die als Naturdenkmal ausgezeichnet ist. Eine Gemeindeverbindungsstraße führt nach Gothendorf (1 km östlich).

## Geschichte
Der Ort wurde 1402 erstmals urkundlich erwähnt, wobei der Ortsname auf einen Personennamen (Gosler) hindeutet. Es bestand eine Zinspflicht an das Kloster Himmelkron.
Gegen Ende des 18. Jahrhunderts bestand Köslar aus 3 Anwesen (1 Halbhof, 2 Viertelhöfe). Die Hochgerichtsbarkeit stand dem bayreuthischen Stadtvogteiamt Berneck zu. Die Dorf- und Gemeindeherrschaft sowie die Grundherrschaft über sämtliche Anwesen hatte das Stiftskastenamt Himmelkron.
Von 1797 bis 1810 unterstand Köslar dem Justiz- und Kammeramt Gefrees. Infolge des Ersten Gemeindeedikts wurde Köslar dem 1812 gebildeten Steuerdistrikt Berneck zugewiesen. Zugleich entstand die Ruralgemeinde Köslar. Sie war in Verwaltung und Gerichtsbarkeit dem Landgericht Gefrees zugeordnet und in der Finanzverwaltung dem Rentamt Gefrees. Mit dem Zweiten Gemeindeedikt (1818) wurde sie in die Ruralgemeinde Rimlas eingegliedert. Im Zuge der Gebietsreform in Bayern wurde die Gemeinde Köslar am 1. Januar 1978 in Bad Berneck im Fichtelgebirge eingegliedert.

### Einwohnerentwicklung
| Jahr      | 001818 | 001819 | 001861 | 001871 | 001885 | 001900 | 001925 | 001950 | 001961 | 001970 | 001987 |
| Einwohner | 46     | 31     | 40     | 38     | 32     | 17     | 19     | 32     | 14     | 16     | 15     |
| Häuser    | 4      |        |        |        | 3      | 4      | 3      | 3      | 3      |        | 3      |
| Quelle    | [ 7 ]  | [ 10 ] | [ 11 ] | [ 12 ] | [ 13 ] | [ 14 ] | [ 15 ] | [ 16 ] | [ 17 ] | [ 18 ] | [ 1 ]  |

## Religion
Köslar ist seit der Reformation evangelisch-lutherisch geprägt und bis heute nach St. Maria (Himmelkron) gepfarrt.